# اولیوئه، دهستان آنیا
اولیوئه (استونیایی: Ülejõe) یک روستا در دهستان آنیا، شهرستان هاریو، استونی است. این روستا در سال ۲۰۲۰ میلادی ۲۴۳ نفر جمعیت داشته است.